# Gods
Gods (lett. "Dei") è un videogioco a piattaforme di ambientazione mitologica sviluppato da The Bitmap Brothers nel 1991.
Inizialmente prodotto per Amiga e Atari ST, è stato in seguito convertito per MS-DOS, Acorn Archimedes, NEC PC-9801, Mega Drive e Super Nintendo.

## Trama
Secondo l'introduzione stessa del gioco, "quattro guardiani" hanno invaso e usurpato la cittadella degli dèi (gods). Questi offriranno un favore all'eroe che riuscirà a riconquistare la cittadella: ovvero concedendo un posto in mezzo a loro da pari a pari. Il personaggio del giocatore, un muscoloso guerriero dell'antica Grecia con il viso nascosto da un elmo, si avventura nei labirinti di quattro aree edificate in muratura (una città abbandonata, un tempio, le catacombe e l'averno), combattendo con varie armi le creature mostruose che le infestano.
Sebbene gli dèi sperino che l'eroe perlomeno fallisca, una volta sconfitto l'ultimo boss, essi manterranno la parola e renderanno l'eroe un'entità di luce, ascendendolo verso il Monte Olimpo.

## Modalità di gioco
Il gioco è un platform bidimensionale a scorrimento multidirezionale attraverso complessi ambienti costituiti da piattaforme, scale verticali e porte, che richiedono esplorazione per la risoluzione dei molteplici enigmi.
Per superare un livello è necessario trovare la porta di uscita e la chiave per aprirla, ma ci sono anche molti altri passaggi segreti, interruttori, trappole e rompicapi.
In tutto ci sono quattro aree di tre livelli ciascuna, al termine di ognuna si affronta un boss.
I nemici sono mostri di vario tipo, che diventano sempre più intelligenti con il progredire del gioco: alcuni cercheranno in parte di schivare i colpi, alcuni anziché attaccare rubano tesori e bonus che potrebbero essere raccolti dal giocatore e li portano con sé, altri azionano interruttori, o una combinazione di più cose, dandosi obiettivi primari e secondari.
A volte il comportamento dei nemici può anche essere sfruttato per risolvere problemi: alcuni oggetti inaccessibili al protagonista si possono lasciar raccogliere ai mostri, per poi ucciderli in un punto accessibile e impadronirsene.
Per combattere, l'eroe può disporre di varie armi da lancio; inizialmente ha solo un coltello che viaggia in orizzontale, ma può procurarsene di sempre più potenti, alcune anche cumulabili ovvero utilizzabili in contemporanea.
Tra gli altri bonus ci sono cuori che permettono di recuperare punti vita, scudi che proteggono parzialmente dai colpi e pozioni con vari effetti.
Si può trasportare un numero ridotto di oggetti in un inventario, attivabili quando desiderato.
Al termine di ogni livello c'è un mercante, dal quale acquistare power-up in cambio del denaro raccolto durante il gioco.

## Accoglienza
- K: ST 92,5%, Amiga 93%, PC 90%
- Computer+Videogiochi: ST 93% (riporta la pagella della versione britannica della rivista, ma fa notare anche come il gioco soffra di eccessiva difficoltà e monotonia)[2], SNES 85%
- Dragon: 4/5
- Datormagazin: 97%
- CU Amiga: 93%
- Zero: 90%
- Amiga Computing: 90%
- Amiga Format: 90%
- The One: 93%
- Videogame & Computer World: 8,8/10